# Ylenia Sánchez Miguel
Ylenia Sánchez Miguel (Ripollet, Barcelona, España, 29 de junio de 1995) es una árbitra de fútbol español de la Primera División Femenina de España. Pertenece al Comité de Árbitros de Cataluña.

## Trayectoria
Ascendió a la máxima categoría del fútbol femenino español el año 2017, cuando esta fue creada para que la Primera División Femenina de España fuera dirigida únicamente por árbitras. Su categoría en el fútbol masculino corresponde a la Primera Catalana.

## Temporadas
| Categoría        | País   | Año   |
| ---------------- | ------ | ----- |
| Primera División | España | 2017- |